# Eva Be

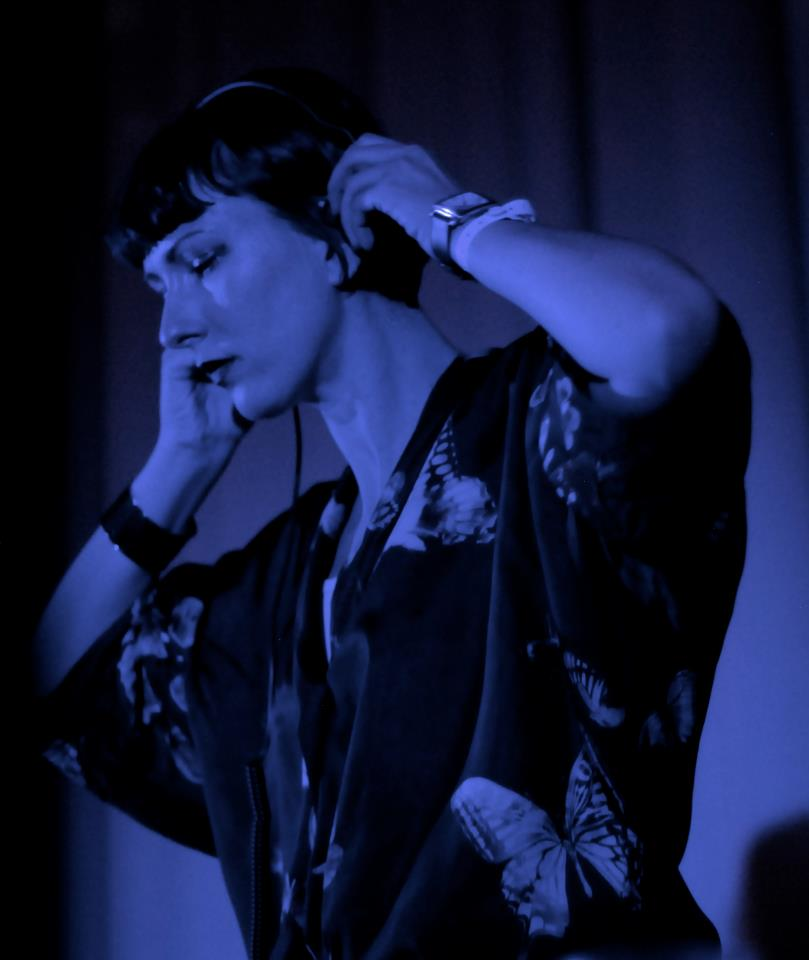
Eva Be

Eva Be (geb. vor 1989 in Ost-Berlin) ist eine deutsche DJ und Musikproduzentin.
Eva Be gehört als DJ und Produzentin seit ihrem ersten Release Below (2002) zum Sonar Kollektiv, dem Jazzanova-Label aus Berlin. Im Mai 2004 erschien ihre erste Maxi Eve’s time tonite, die bald weltweit in Plattenläden gehandelt wurde. Die EP enthält unter anderem die erste Originalversion des Stücks No Memory of Time, einer Kollaboration mit dem Sänger von Fat Freddy’s Drop, Dallas Tamaira. Radiostationen wie das österreichische FM4 und der Berliner Sender Radio Eins spielten Songs von Eva Be, wodurch No Memory Of Time auf Platz 2 der Radio Eins-Charts gelangte.
Auch ihre zweite EP Alleè Viree erhielt Anerkennung. Mittlerweile ist Eva Be auch als Remixerin gefragt. Dazu gehören Remixe für folgende Künstler: Micatone, Ady Zehnpfennig, Jah Wobble, Dublex Inc., Tolcha, Markus Enorchson, Recloose, Horace Andy, Märtini Brös, Ben Ivory, Kasar, Lukas Greenberg und weitere.
Im Juli 2007 erschien ihr Debüt-Album Moving without Traveling, wo sie unter anderem mit Künstlern wie Joe Dukie (Fat Freddy’s Drop), RQM (Jahcoozi), Sugar B (Kruder & Dorfmeister), Pegah Ferydoni (Türkisch für Anfänger) oder auch David Ben-Porat (Mousse T.) zusammenarbeitete. Mit ihrer LP Moving Without Traveling (Sonar Kollektiv) eroberte sie die Dub- und Reggae-Musikszene.
Zusammen mit Boris Meinhold (Gitarre und Elektronik), Sebastian Borkowski (Saxophon), David Ben-Porat (Trompete) und Kristiina Tuomi (Gesang) spielte sie unter anderem als Vorgruppe der neuseeländischen Band The Black Seeds auf ihrer England-Tour und 2007 als Vorband für Fat Freddy’s Drop im Berliner Club Postbahnhof am Ostbahnhof.
Nach einer einjährigen Babypause kehrte Eva Be 2009 in die Clubszene zurück und konzentrierte sich auf House-orientierte Musik. Im Zuge dessen veröffentlichte sie eine Reihe von EPs auf diversen Musiklabels und tourte als DJ quer durch ganz Europa.
Im Jahre 2014 schloss sie sich mit DJ Clé (Märtini Brös, Poker Flat Recordings) zu einem neuen Projekt zusammen. Unter dem Namen LoYoTo veröffentlichten die beiden ihre erste gemeinsame EP Looking at the starz auf dem Label Upon.You Records und weitere auf Watergate Records und Foul & Sunk Recordings.
Im Januar 2019 erschien nach längerer Solo-Pause ihre neue EP „BElight“ auf dem Label Poker Flat Recordings. Damit erreichte sie Platz 1 der Deutschen Club Charts.